# 1916

Il mondo nel 1916

Il 1916 (MCMXVI in numeri romani) è un anno bisestile del XX secolo.

## Eventi
- Italia: nel Paese (in guerra) viene introdotta per la prima volta l'ora legale.
- 16 gennaio: nasce l'Associazione Scouts Cattolici Italiani.
- 17 gennaio: viene fondata la Professional Golfers Association (PGA).
- 23 gennaio: il National Board of Censorship degli Stati Uniti annuncia il divieto di scene di nudo nei film prodotti su suolo americano.
- 9 marzo – Messico: Pancho Villa conduce millecinquecento guerriglieri messicani in un attacco contro la città di Columbus, nel Nuovo Messico, scatenando la reazione armata degli Stati Uniti.
- 20 marzo - Albert Einstein pubblica la teoria della relatività.
- 24 aprile – Irlanda: inizia la Easter Rising, la ribellione di Pasqua, guidata dagli indipendentisti irlandesi (durerà fino al 29 aprile).
- 25 aprile – Australia e Nuova Zelanda: viene celebrato per la prima volta l'ANZAC Day in memoria dei caduti della battaglia di Gallipoli.
- 16 maggio: l'inglese Sir Mark Sykes ed il francese François Georges-Picot siglano in segreto gli accordi Sykes-Picot con i quali le due potenze si spartiscono gli interessi sulla regione del Vicino Oriente; Parigi ha mano libera sulla Siria e sulla wilāya di Mosul, Londra invece sul resto dell'Iraq.
- 5 giugno: costituzione del National Woman's Party (NWP), un'organizzazione politica femminile americana per lottare per il suffragio femminile.[1]
- 28 giugno – Germania: Rosa Luxemburg e Karl Liebknecht, vengono condannati a due anni di reclusione.
- Miniere di Cozzo Disi –Serralonga (Casteltermini): il 4 luglio del 1916, ebbe luogo nelle miniere Cozzo Disi e Serralonga, poste tra loro in collegamento, uno dei più gravi disastri sul lavoro dell'intera storia mineraria italiana. Infatti, nel crollo di alcune gallerie e a causa delle emissioni di idrogeno solforato persero la vita 89 solfatari. Le cause del grave incidente restano incerte anche se oscillano intorno ad un'ipotesi principale: essa ammette una natura colposa nel disastro, che sarebbe stato provocato dal crollo di una parte della miniera dovuto al mancato riempimento con materiale sterile dei vuoti provocati dall'estrazione del minerale.
- 22 luglio – San Francisco, California: una bomba esplode a Market Street, durante la parata del Preparedness Day, uccidendo 10 persone e ferendone 40.
- 21 novembre: muore l'imperatore dell'Austria-Ungheria, Francesco Giuseppe I d'Asburgo-Lorena. Gli succede al trono il nipote Carlo I: Lo stesso giorno, durante la prima guerra mondiale, viene silurato da una mina tedesca il transatlantico britannico Britannic.
- 31 dicembre,

### Prima guerra mondiale
- 14 febbraio: Milano subisce il primo bombardamento aereo della sua storia da parte di due bombardieri da guerra, modello Etrich Taube, della Imperial-regia Aviazione austro-ungarica.  I bombardamenti provocano 16 morti e lasciano circa 40 feriti.
- 21 febbraio – Francia: inizia la battaglia di Verdun.
- 18 marzo – Battaglia di Kahe nell'Africa Orientale Tedesca
- 3 aprile: gli austriaci bombardano Ancona ma perdono tre idrovolanti.
- 12 aprile: Offensiva italiana per a conquista del Ghiacciaio dell'Adamello che orterà il 29 aprile alla conquista del Corno di Cavento.
- 15 maggio: comincia l'offensiva austriaca sul fronte degli altipiani trentini nota in seguito come Strafexpedition.
- 30 maggio: a passo Buole in Trentino, si verifica uno scontro tra austro-ungarici ed italiani.
- 31 maggio – 2 giugno: la Grand Fleet britannica e la Hochseeflotte tedesca si scontrano nel mare del Nord nella battaglia dello Jutland o dello Skagerrak.
- 1º luglio: inizio dell'offensiva anglofrancese contro le posizioni occupate dai tedeschi lungo il fiume Somme. La Battaglia della Somme terminerà il 18 novembre con esiti modesti circa le conquista territoriali, ma con gravissime perdite umane da ambo le parti.
- 2 agosto: a Taranto dei sabotatori al servizio dell'Austria-Ungheria riescono ad affondare in porto la corazzata italiana Leonardo da Vinci.
- 9 agosto: le truppe italiane conquistano Gorizia.
- 27 agosto: l'Italia dichiara guerra alla Germania.

## Nati
Ci sono circa 1 450 voci su persone nate nel 1916; vedi la pagina Nati nel 1916 per un elenco descrittivo o la categoria Nati nel 1916 per un indice alfabetico.

## Morti
Ci sono circa 660 voci su persone morte nel 1916; vedi la pagina Morti nel 1916 per un elenco descrittivo o la categoria Morti nel 1916 per un indice alfabetico.

## Calendario
| Calendario 1916 | Calendario 1916 | Calendario 1916 | Calendario 1916 | Calendario 1916 | Calendario 1916 | Calendario 1916 | Calendario 1916 | Calendario 1916 | Calendario 1916 | Calendario 1916 | Calendario 1916 | Calendario 1916 | Calendario 1916 | Calendario 1916 | Calendario 1916 | Calendario 1916 | Calendario 1916 | Calendario 1916 | Calendario 1916 | Calendario 1916 | Calendario 1916 | Calendario 1916 | Calendario 1916 | Calendario 1916 | Calendario 1916 | Calendario 1916 | Calendario 1916 | Calendario 1916 | Calendario 1916 | Calendario 1916 | Calendario 1916 | Calendario 1916 |
| --------------- | --------------- | --------------- | --------------- | --------------- | --------------- | --------------- | --------------- | --------------- | --------------- | --------------- | --------------- | --------------- | --------------- | --------------- | --------------- | --------------- | --------------- | --------------- | --------------- | --------------- | --------------- | --------------- | --------------- | --------------- | --------------- | --------------- | --------------- | --------------- | --------------- | --------------- | --------------- | --------------- |
|                 | 1               | 2               | 3               | 4               | 5               | 6               | 7               | 8               | 9               | 10              | 11              | 12              | 13              | 14              | 15              | 16              | 17              | 18              | 19              | 20              | 21              | 22              | 23              | 24              | 25              | 26              | 27              | 28              | 29              | 30              | 31              |                 |
| Gennaio         | Sa              | Do              | Lu              | Ma              | Me              | Gi              | Ve              | Sa              | Do              | Lu              | Ma              | Me              | Gi              | Ve              | Sa              | Do              | Lu              | Ma              | Me              | Gi              | Ve              | Sa              | Do              | Lu              | Ma              | Me              | Gi              | Ve              | Sa              | Do              | Lu              |                 |
| Febbraio        | Ma              | Me              | Gi              | Ve              | Sa              | Do              | Lu              | Ma              | Me              | Gi              | Ve              | Sa              | Do              | Lu              | Ma              | Me              | Gi              | Ve              | Sa              | Do              | Lu              | Ma              | Me              | Gi              | Ve              | Sa              | Do              | Lu              | Ma              |                 |                 |                 |
| Marzo           | Me              | Gi              | Ve              | Sa              | Do              | Lu              | Ma              | Me              | Gi              | Ve              | Sa              | Do              | Lu              | Ma              | Me              | Gi              | Ve              | Sa              | Do              | Lu              | Ma              | Me              | Gi              | Ve              | Sa              | Do              | Lu              | Ma              | Me              | Gi              | Ve              |                 |
| Aprile          | Sa              | Do              | Lu              | Ma              | Me              | Gi              | Ve              | Sa              | Do              | Lu              | Ma              | Me              | Gi              | Ve              | Sa              | Do              | Lu              | Ma              | Me              | Gi              | Ve              | Sa              | Do              | Lu              | Ma              | Me              | Gi              | Ve              | Sa              | Do              |                 |                 |
| Maggio          | Lu              | Ma              | Me              | Gi              | Ve              | Sa              | Do              | Lu              | Ma              | Me              | Gi              | Ve              | Sa              | Do              | Lu              | Ma              | Me              | Gi              | Ve              | Sa              | Do              | Lu              | Ma              | Me              | Gi              | Ve              | Sa              | Do              | Lu              | Ma              | Me              |                 |
| Giugno          | Gi              | Ve              | Sa              | Do              | Lu              | Ma              | Me              | Gi              | Ve              | Sa              | Do              | Lu              | Ma              | Me              | Gi              | Ve              | Sa              | Do              | Lu              | Ma              | Me              | Gi              | Ve              | Sa              | Do              | Lu              | Ma              | Me              | Gi              | Ve              |                 |                 |
| Luglio          | Sa              | Do              | Lu              | Ma              | Me              | Gi              | Ve              | Sa              | Do              | Lu              | Ma              | Me              | Gi              | Ve              | Sa              | Do              | Lu              | Ma              | Me              | Gi              | Ve              | Sa              | Do              | Lu              | Ma              | Me              | Gi              | Ve              | Sa              | Do              | Lu              |                 |
| Agosto          | Ma              | Me              | Gi              | Ve              | Sa              | Do              | Lu              | Ma              | Me              | Gi              | Ve              | Sa              | Do              | Lu              | Ma              | Me              | Gi              | Ve              | Sa              | Do              | Lu              | Ma              | Me              | Gi              | Ve              | Sa              | Do              | Lu              | Ma              | Me              | Gi              |                 |
| Settembre       | Ve              | Sa              | Do              | Lu              | Ma              | Me              | Gi              | Ve              | Sa              | Do              | Lu              | Ma              | Me              | Gi              | Ve              | Sa              | Do              | Lu              | Ma              | Me              | Gi              | Ve              | Sa              | Do              | Lu              | Ma              | Me              | Gi              | Ve              | Sa              |                 |                 |
| Ottobre         | Do              | Lu              | Ma              | Me              | Gi              | Ve              | Sa              | Do              | Lu              | Ma              | Me              | Gi              | Ve              | Sa              | Do              | Lu              | Ma              | Me              | Gi              | Ve              | Sa              | Do              | Lu              | Ma              | Me              | Gi              | Ve              | Sa              | Do              | Lu              | Ma              |                 |
| Novembre        | Me              | Gi              | Ve              | Sa              | Do              | Lu              | Ma              | Me              | Gi              | Ve              | Sa              | Do              | Lu              | Ma              | Me              | Gi              | Ve              | Sa              | Do              | Lu              | Ma              | Me              | Gi              | Ve              | Sa              | Do              | Lu              | Ma              | Me              | Gi              |                 |                 |
| Dicembre        | Ve              | Sa              | Do              | Lu              | Ma              | Me              | Gi              | Ve              | Sa              | Do              | Lu              | Ma              | Me              | Gi              | Ve              | Sa              | Do              | Lu              | Ma              | Me              | Gi              | Ve              | Sa              | Do              | Lu              | Ma              | Me              | Gi              | Ve              | Sa              | Do              |                 |

## Premi Nobel
In quest'anno sono stati conferiti i seguenti Premi Nobel:
- per la Pace: non assegnato
- per la Letteratura: Carl Gustaf Verner von Heidenstam
- per la Medicina: non assegnato
- per la Chimica: non assegnato
- per la Fisica: non assegnato